# Idaea latimarginata
Idaea latimarginata är en fjärilsart som beskrevs av W. Warren 1895. Idaea latimarginata ingår i släktet Idaea och familjen mätare. Inga underarter finns listade i Catalogue of Life.